# Tetramesa testacea
Tetramesa testacea är en stekelart som först beskrevs av Victor Ivanovitsch Motschulsky 1863.  Tetramesa testacea ingår i släktet Tetramesa och familjen kragglanssteklar. Inga underarter finns listade i Catalogue of Life.